# Un vrai marin
Un vrai marin (titre original Chris Farrington: Able Seaman) est une nouvelle de Jack London publiée aux États-Unis en 1901.

## Historique
La nouvelle est publiée initialement dans le périodique The Youth’s Companion (en) le 23 mai 1901, avant d'être reprise plus tard dans le recueil Courage hollandais en septembre 1922.

## Éditions

### Éditions en anglais
- Chris Farrington: Able Seaman, dans le périodique The Youth’s Companion (en), 23 mai 1901.
- Chris Farrington: Able Seaman, dans le recueil Dutch Courage and Other Stories, New York ,McClure, Phillips & Co., 1922

### Traductions en français
- Un vrai marin, traduction de Louis Postif, in Gringoire, 4 mai 1939.
- Chris Farrington : Un vrai marin, traduction de Louis Postif, in Les Pirates de San Francisco et autres histoires de la mer, recueil, 10/18, 1973.

## Sources
- (en) Jack London's Works by Date of Composition
- http://www.jack-london.fr/bibliographie